# Capella de la Divina Pastora (Balaguer)
La Capella de la Divina Pastora és una capella del municipi de Balaguer (Noguera) protegida com a bé cultural d'interès local. No hi ha notícies històriques relacionades amb aquest temple. Malgrat això es coneix que ja existia durant la guerra del francès quan va funcionar com a amagatall puntual.

## Descripció

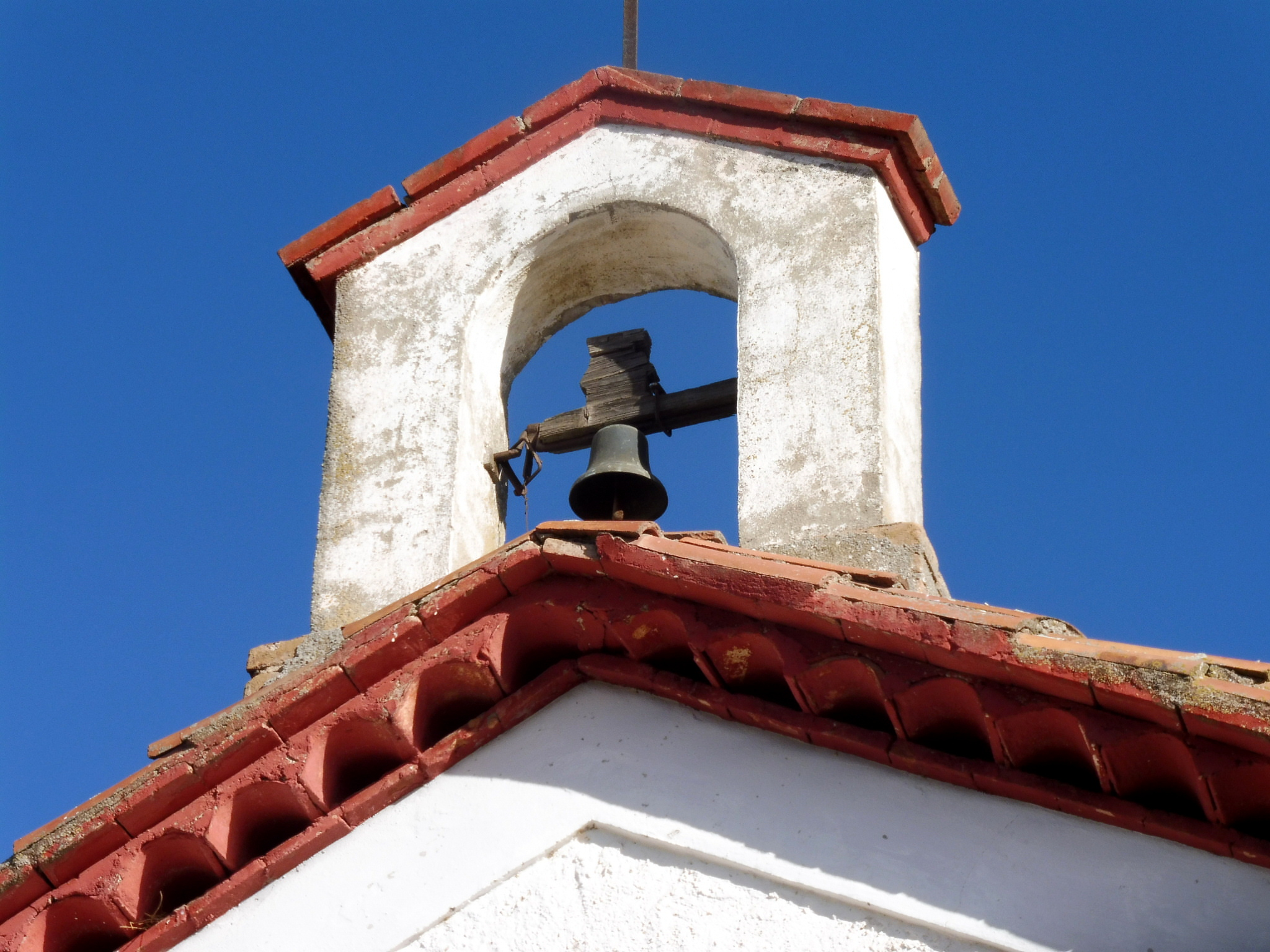
Detall de l'espadanya

La capella de la Divina Pastora es troba als afores de Balaguer, en un petit turó a tocar del camí de Menàrguens. Es tracta d'un petit edifici aïllat, proper a una granja d'aparença abandonada. Es tracta d'una petita ermita d'una sola nau, de planta rectangular. La façana és molt senzilla amb un accés o portada amb arc rebaixat, per sobre un rosetó de petites dimensions i corona la façana una espadanya amb campana i capçada per una creu de ferro forjat. El temple es troba cobert per una teulada a doble vessant, coberta amb teula àrab. L'interior del temple és també molt senzill, amb una sola nau coberta per un volta canó amb petites pilastres perimetrals de poc relleu. Al fons un petit absis semicircular amb un altar i una imatge de la verge Maria dins una fornícula de fusta.
S'hi accedeix des de la rotonda que hi ha al km 164,8 de la carretera C-12F a Menàrguens. Els últims metres s'han de fer a peu.